# Eldgaffel

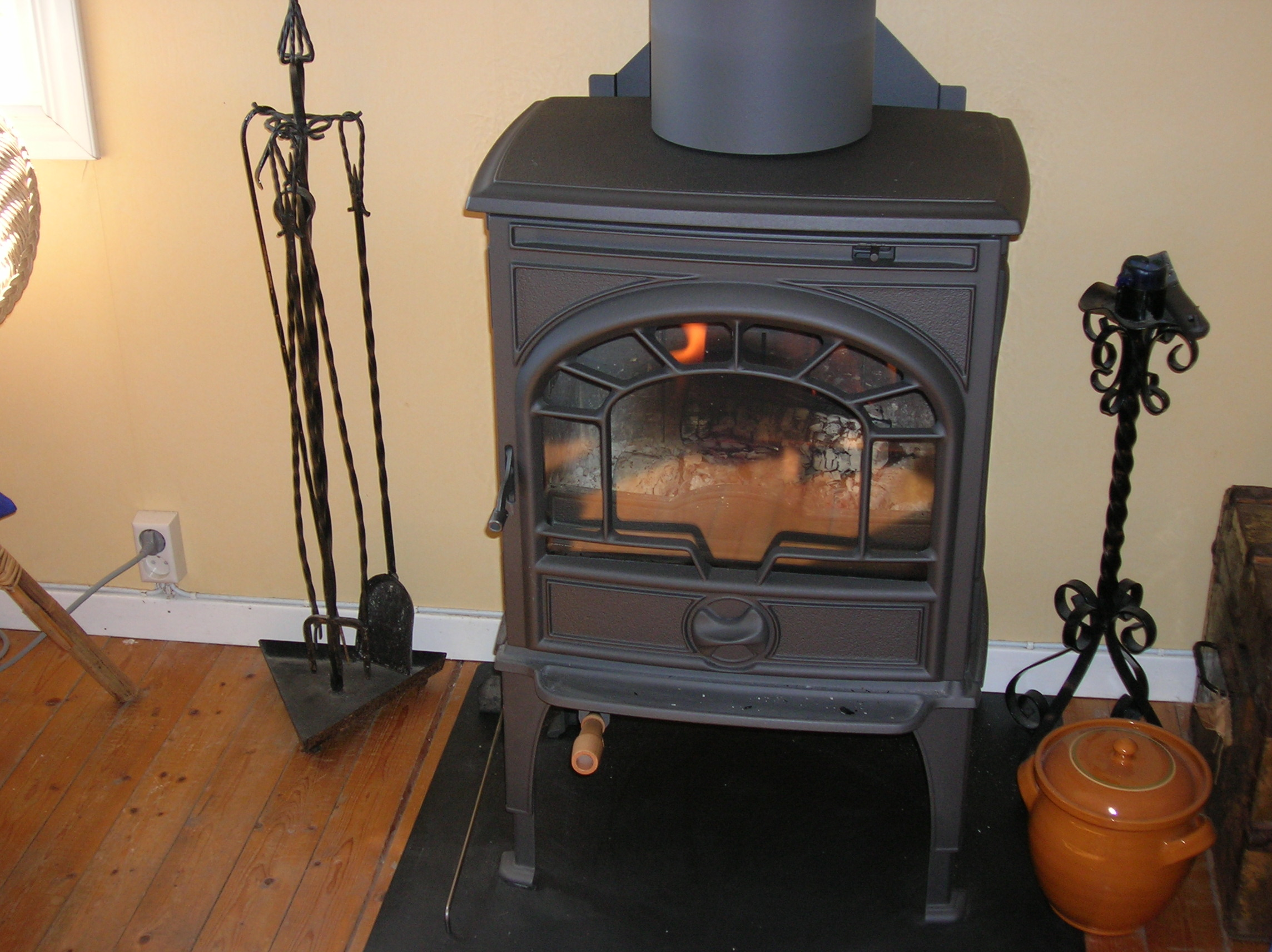
Braskamin med ett eldställ till vänster, innehållande en eldgaffel.

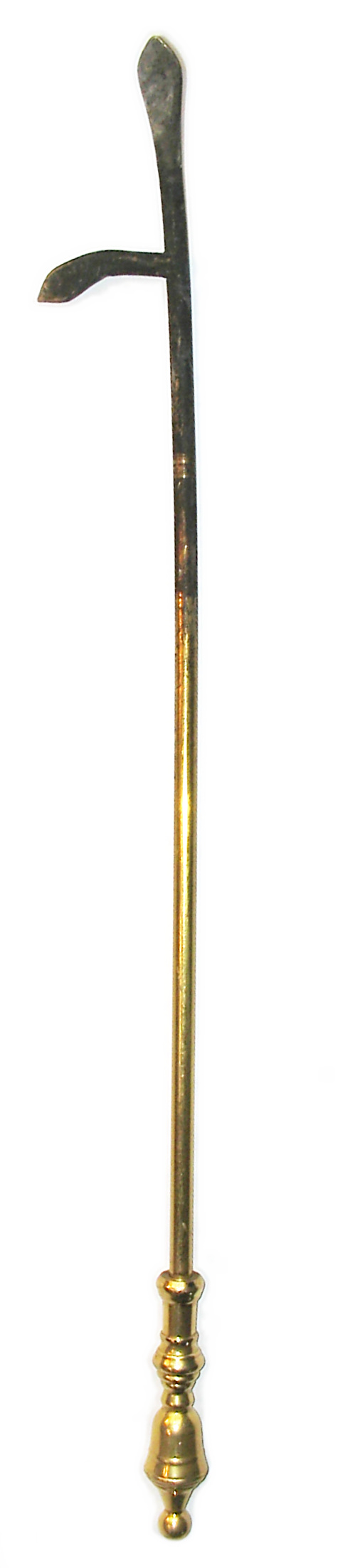
Eldgaffel i mässing med hake och spets.

Eldgaffel är ett enkelt gaffelformat redskap som används till att röra om i elden med.
Eldgaffeln är vanligen tillverkad av smidesjärn, men även andra metaller förekommer som till exempel brons eller mässing. Handtagen är ofta gjorda av trä, porslin och liknande icke brännbara material som är dåligt värmeledande. Smidesjärnet kan vara ytbehandlat, till exempel linoljebränt. 
Eldgaffeln använder man för att i öppna spisen justera läget på vedträna genom att man lyfter upp, skjuter ihop eller drar isär dem i brasan. För att ge bra tag i vedträet är änden av eldgaffeln försedd med oftast två eller tre spetsar som på en gaffel, vissa typer har bara en spets. Andra änden kan vara försedd med ett isolerat grepp för att man inte skall bränna sig. Eldgaffeln kan också vara försedd med en hake så att man kan dra veden emot sig.
Eldgaffeln används ofta i kombination med andra verktyg som tillsammans utgör ett eldställ och som utöver eldgaffeln består av till exempel raka (askraka eller eldraka), eldtång, askskovel och borste.
Det finns många olika modeller av detta handverktyg.
Ordet "eldgaffel" finns belagt i svenska språket sedan 1541.

## Eldgaffeln inom konst och litteratur
Eldgaffeln används som attribut till Djävulen, som ofta avbildas med horn, svans och bockfötter och med en eldgaffel i handen.
Enligt legenden använde filosofen Ludwig Wittgenstein en eldgaffel som stöd för sin argumentation i en diskussion med Karl Popper på Moral Science Club i Cambridge 1946. Incidenten kunde avslutas utan kroppsliga skador tack vare ett ingripande från Bertrand Russell. Efter incidenten undrade Wittgenstein om Popper var i stånd att ge ett exempel på en moralregel. Popper svarade: ”Man ska aldrig använda en eldgaffel för att hota en konferensdeltagare.”
I Conan Doyles berättelse Det spräckliga bandet hotar doktor Grimesby Roylott Sherlock Holmes genom att böja en eldgaffel. När de senare åker för att konfrontera doktorn tar de med sig en revolver, som är ett starkare argument när det gäller det ”gäller en herre, som kan slå knut på en eldgaffel.”